# Wielbłądowate
Wielbłądowate (Camelidae) – rodzina dużych, roślinożernych ssaków łożyskowych z rzędu parzystokopytnych (Atriodactyla).

## Występowanie
Ssaki należące do tej rodziny w stanie dzikim występują na obszarach górskich i pustynnych w Ameryce Południowej, Afryce i Azji. Formy udomowione spotykane są niemal na całym świecie.

## Charakterystyka
Wielbłądowate są ssakami dużymi i bardzo dużymi. Długość ich ciała wynosi 128-345 cm, wysokość w kłębie 80-230 cm, a masa ciała 45-1000 kg. Charakteryzują się długą, wygiętą szyją, małą głową, krótkim ogonem i długimi, smukłymi nogami zakończonymi dwoma palcami (III i IV), pozostałe palce są całkowicie zredukowane. Palce zaopatrzone są w małe i spłaszczone kopyta. Paliczki dystalne pokryte są blaszką rogową, a zwierzę chodząc opiera swój ciężar na poduszce skórnej paliczka środkowego (palcochodność). Poruszają się inochodem. Szerokie stopy ułatwiają im poruszanie się po piasku.
Skóra pokryta jest gęstą sierścią złożoną z dwóch warstw włosów. Górna warga wszystkich Camelidae jest rozszczepiona. Pomiędzy brzuchem a udem nie występuje fałd pachwinowy. W przeciwieństwie do pozostałych ssaków, wielbłądowate posiadają erytrocyty o owalnym kształcie, bardzo odporne na wahania ciśnienia osmotycznego. Posiadają trójkomorowy żołądek. Występuje u nich łożysko rozproszone, nabłonkowo-kosmówkowe. Kosmki są rozsiane nieregularnie na całej powierzchni kosmówki.
Są zwierzętami stadnymi, tworzą haremowe grupy rodzinne złożone z samca, kilku samic i ich potomstwa. Żywią się trawą i liśćmi drzew i krzewów. Kopulują w pozycji siedzącej. Ciąża trwa do 11 miesięcy. Samica rodzi jedno, w pełni rozwinięte młode, które podąża za matką krótko po urodzeniu.

## Ewolucja
Przedstawiciele wielbłądowatych pojawili się na obszarze dzisiejszej Ameryki Północnej w górnym eocenie, gdzie rozprzestrzenili się w pliocenie, a następnie przedostali do Azji przez most lądowy Beringa i do Ameryki Południowej. Wielbłądowate Ameryki Północnej wyginęły ok. 10 tys. lat temu.

## Systematyka

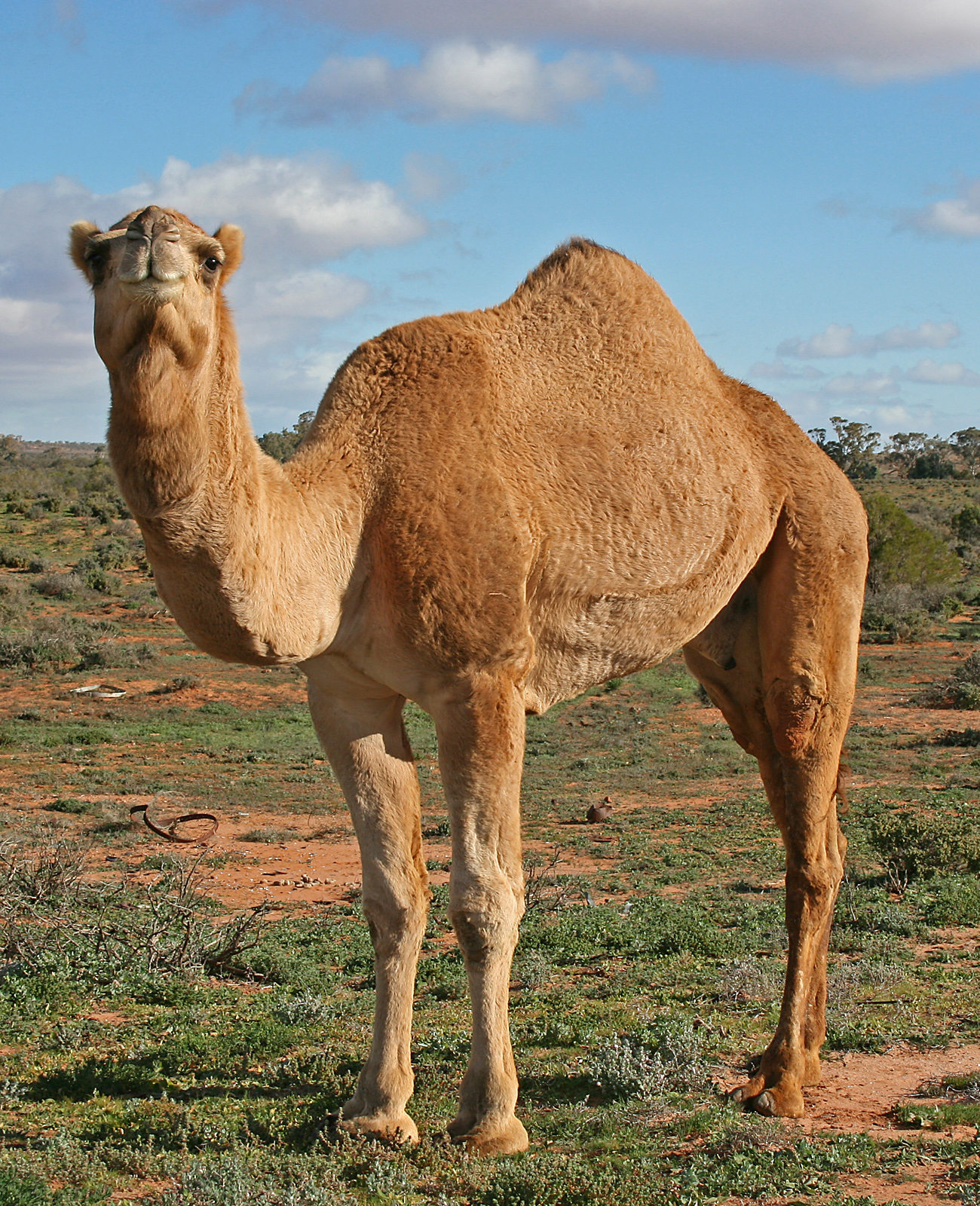
Wielbłąd jednogarbny

Rodzina wielbłądowatych obejmuje jedną współcześnie występującą podrodzinę:
- Camelinae J.E. Gray, 1821

Opisano również kilka podrodzin wymarłych:
- Floridatragulinae Maglio, 1966
- Miolabinae Hay, 1902
- Nothokemadinae T.E. White, 1947
- Protolabidinae Cope, 1884
- Stenomylinae Gregory & Mosenthal, 1910

Opisano również rodzaje wymarłe o niepewnej pozycji systematycznej i nie sklasyfikowane w żadnej z powyższych podrodzin:
- Australocamelus Patton, 1969[13] – jedynym przedstawicielem był Australocamelus orarius Patton, 1969
- Delahomeryx M.S. Stevens, 1969[14] – jedynym przedstawicielem był Delahomeryx browni Stevens, 1969
- Matthewlabis Prothero, 2011[15] – jedynym przedstawicielem był Matthewlabis cedrensis (Matthew, 1901)
- Oxydactylus Peterson, 1904[16]
- Paratylopus Matthew, 1904[17]
- Poebrodon Gazin, 1955[18]
- Poebrotherium Leidy, 1847[19]
- Priscocamelus M.S. Stevens, 1969[20] – jedynym przedstawicielem był Priscocamelus wilsoni Stevens, 1969

## Mieszańce międzygatunkowe
Wielbłądy i lamy mogą krzyżować się pomiędzy sobą. Hybryda wielbłąda jednogarbnego z dwugarbnym to birtugan. Hybryda lamy i wielbłąda jednogarbnego (cama) została uzyskana poprzez sztuczne unasienianie.

## Międzynarodowy Rok Wielbłądowatych
Zgromadzenie Ogólne ONZ, na wniosek FAO – ogłosiło rok 2024 Międzynarodowym Rokiem Wielbłądowatych: „ze względu na ich kluczową rolę w zapewnieniu środków do życia milionom gospodarstw domowych żyjących w nieprzyjaznym środowisku w ponad 90 krajach, zwłaszcza ludności tubylczej i społecznościom lokalnym” oraz „w celu budowania świadomości na temat niewykorzystanego potencjału wielbłądowatych oraz wezwania do zwiększonych inwestycji w sektorze wielbłądowatych, propagując intensyfikację badań, rozwój potencjału oraz wykorzystanie innowacyjnych praktyk i technologii”.